# Корректирующая способность
Корректирующая способность (англ. error correcting capability) — характеристика {\displaystyle t} кода {\displaystyle C}, описывающая возможность исправить ошибки в кодовых словах. Определяется как целое число, меньшее половины от минимального расстояния {\displaystyle d_{\min }} между кодовыми словами минус один в принятой метрике кода:
{\displaystyle t=\left\lfloor {\left({d_{\min }-1}\right)/2}\right\rfloor }
В частности, для метрики Хемминга корректирующую способность кода можно определить как максимальный радиус сфер Хемминга, при котором для двух различных кодовых векторов сферы не пересекаются:
{\displaystyle t={\underset {{\vec {v}}_{i},{\vec {v}}_{j}\in C}{\max }}\left\{{l|S_{l}\left({{\vec {v}}_{i}}\right)\cap S_{l}\left({{\vec {v}}_{j}}\right)=\emptyset ,{\vec {v}}_{i}\neq {\vec {v}}_{j}}\right\}}